# Cantonul Buzançais
Cantonul Buzançais este un canton din arondismentul Châteauroux, departamentul Indre, regiunea Centru, Franța.

## Comune
- Argy
- Buzançais (reședință)
- La Chapelle-Orthemale
- Chezelles
- Méobecq
- Neuillay-les-Bois
- Saint-Genou
- Saint-Lactencin
- Sougé
- Vendœuvres
- Villedieu-sur-Indre